# Waste 'em All
Waste 'Em All är Municipal Wastes debutalbum. Noterbart är albumets extremt korta längd, på ändå 16 låtar. Earache Records fick upp ögonen för bandet, och snart hade bandet fått skivkontrakt. Titeln på albumet är en ordlek av Metallicas debutplatta, Kill 'em all.

## Låtlista
1. "Executioner (Intro)" - 1:12
2. "Sweet Attack"- 0:58
3. "Mutants of War" - 1:00
4. "Knife Fight" - 0:50
5. "Drunk as Shit" - 0:58
6. "Death Prank" - 0:11
7. "Substitute Creature" - 1:01
8. "Waste 'Em All" - 1:30
9. "Toxic Revolution" - 1:51
10. "I Want to Kill the President" - 0:17
11. "Thrash?! Don't Mind If I Do" - 0:56
12. "Dropped Out" - 0:46
13. "Blood Hunger" - 1:10
14. "Jock Pit" - 1:15
15. "The Mountain Wizard" - 1:25
16. Untitled (Hidden track) - 2:09